# A Night at the Opera (Queen)
A Night at the Opera è il quarto album in studio del gruppo musicale britannico Queen, pubblicato per la prima volta in LP il 21 novembre 1975.
L'album fu registrato in diversi studi di registrazione in un periodo di quattro mesi nel 1975. Include materiale molto complesso dal punto di vista della produzione con vasto impiego di sovraincisioni, e che abbraccia un ampio ventaglio di stili musicali, come ballate, music hall, dixieland, hard rock e rock progressivo. Oltre al loro abituale equipaggiamento, i Queen ricorsero anche a diversi strumenti quali contrabbasso, arpa, ukulele, banjo ed altro.
Alla sua pubblicazione, l'album raggiunse la vetta della classifica britannica, e la posizione numero 4 nella Billboard 200 statunitense, diventando il primo disco di platino della band negli Stati Uniti. Le vendite mondiali complessive del disco superarono i 6 milioni di copie. L'album produsse inoltre il singolo dei Queen di maggior successo nel Regno Unito, Bohemian Rhapsody, primo numero 1 in classifica per il gruppo e uno dei brani più celebri e venduti nel mondo.
A Night at the Opera ricevette recensioni contrastanti dalla stampa musicale, ma generalmente i critici lodarono le raffinate tecniche di produzione e la varietà di stili musicali in esso contenuti, oltre a riconoscere l'importanza dell'album come l'opera che fece definitivamente diventare i Queen delle superstar. Nel 1977, il disco ricevette due nomination ai premi Grammy nelle categorie "Best Pop Vocal Performance by a Duo, Group or Chorus" e "Best Vocal Arrangement for Two or More Voices". A posteriori, l'album è ora considerato il capolavoro dei Queen, e uno dei migliori dischi della storia del rock. Nel 2018, è stato ammesso nella Grammy Hall of Fame.
Nel 2020 l'album è stato inserito alla posizione numero 128 della lista dei 500 migliori album secondo Rolling Stone. Il disco compare inoltre nel volume 1001 Albums You Must Hear Before You Die.

## Storia

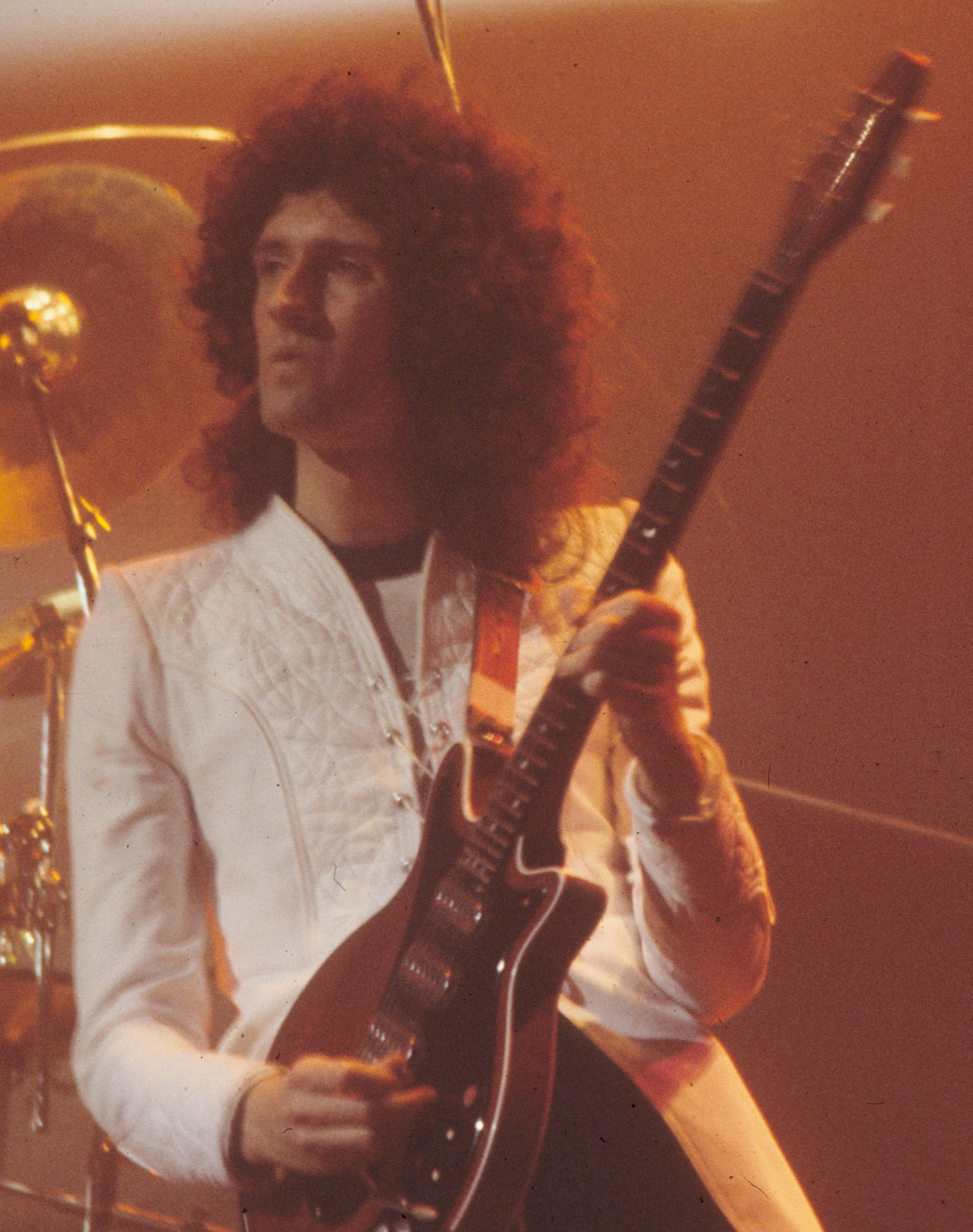
Il chitarrista Brian May

Il precedente album dei Queen, Sheer Heart Attack (1974), era stato un successo dal punto di vista commerciale e aveva reso nota la band al grande pubblico, grazie al singolo Killer Queen arrivato in seconda posizione nella Official Singles Chart britannica, e al numero 12 negli Stati Uniti. Tuttavia, nonostante il successo riscosso, all'epoca la band era in crisi. La causa era largamente da imputarsi a un accordo da loro sottoscritto che li impegnava a incidere album per una società di produzione che poi vendeva l'opera a una casa discografica. Questo significava che i Queen entrarono in possesso solo di una minima parte di quanto da loro effettivamente guadagnato con le vendite dei dischi, situazione che Brian May descrisse con queste parole: «Probabilmente la peggior cosa che abbiamo mai fatto». Le loro finanze erano in così cattivo stato che a Roger Taylor fu chiesto di non "pestare" troppo forte sulla sua batteria, per non dover ricomprare troppo spesso le bacchette. A John Deacon, che recentemente si era sposato, venne negata dal management dei Queen la richiesta di un anticipo per comprarsi una casa. Questa crescente frustrazione portò Freddie Mercury a scrivere canzoni come Death on Two Legs (Dedicated to...), che servì da brano d'apertura di A Night at the Opera. Successivamente, la band negoziò un nuovo accordo con la EMI-Trident e decise, con l'assistenza del loro avvocato Jim Beach, di cercarsi un nuovo manager. In un primo momento presero in considerazione l'idea di assumere Peter Grant, all'epoca manager dei Led Zeppelin. Grant credeva che la band avrebbe firmato per la Swan Song, l'etichetta degli Zeppelin, e suggerì ai Queen di andare in tour per rimpinguare le loro finanze. Tuttavia, il gruppo temeva che Grant avrebbe favorito i suoi clienti principali, i Led Zeppelin, e così i Queen contattarono al suo posto John Reid, il manager di Elton John. Reid accettò la proposta, e poi disse al gruppo di "andare in studio ed incidere il miglior album in assoluto che potessero fare".
Nel 1990, May disse a BBC Radio 2: «Per A Night at the Opera siamo tornati alla filosofia di Queen II. Eravamo fiduciosi perché avevamo avuto un certo successo. Ma eravamo anche quasi disperati, perché a quel punto eravamo totalmente in bancarotta. Sapevamo di aver registrato dischi di successo, ma non avevamo mai ricevuto alcun rimborso o ricavo e se A Night at the Opera non si fosse rivelato un successo enorme, penso che saremmo semplicemente scomparsi da qualche parte in fondo all'oceano. Quindi stavamo facendo questo album sapendo che era in gioco l'esistenza stessa della band... ognuno di noi voleva singolarmente realizzare il nostro potenziale come scrittori, produttori e tutto il resto».
L'album è considerato da larga parte della critica e dei fan dei Queen come il lavoro più rappresentativo della band inglese. Venne registrato in diversi studi: Sarm, Roundhouse, Olympic, Rockfield, Scorpio e Lansdowne Studios, nel Regno Unito. Venne pubblicato in Gran Bretagna dalla EMI e dalla Elektra Records negli Stati Uniti, per poi essere pubblicato nuovamente negli USA dalla Hollywood Records nel settembre 1991. Fu il primo disco dei Queen a cui fu assegnato un disco di platino. Raggiunse la quarta posizione nella classifica statunitense, ed è anche stato certificato come triplo disco di platino (tre milioni di copie vendute) nel medesimo paese. Il disco ha venduto oltre 6 milioni di copie nel mondo.
Il titolo dell'album, insieme a quello del seguente A Day at the Races (1976), è ispirato a due omonimi celebri film dei fratelli Marx, noti in Italia con i titoli tradotti di Una notte all'opera (1935) e Un giorno alle corse (1937). I due album dovevano inizialmente essere pubblicati insieme come album doppio (progetto a cui teneva tantissimo soprattutto May); la casa discografica, tuttavia, ritenne più prudente pubblicare i due lavori indipendentemente per contenere i costi, visto che l'album fu uno dei più costosi a causa delle grandi sperimentazioni (vista anche l'atipicità dei contenuti musicali, che non davano certezze sul successo di vendite). Il gruppo gioca con l'alternanza e la fusione fra musica rock e musica classica (ne è un esempio Bohemian Rhapsody).

### Registrazione e produzione

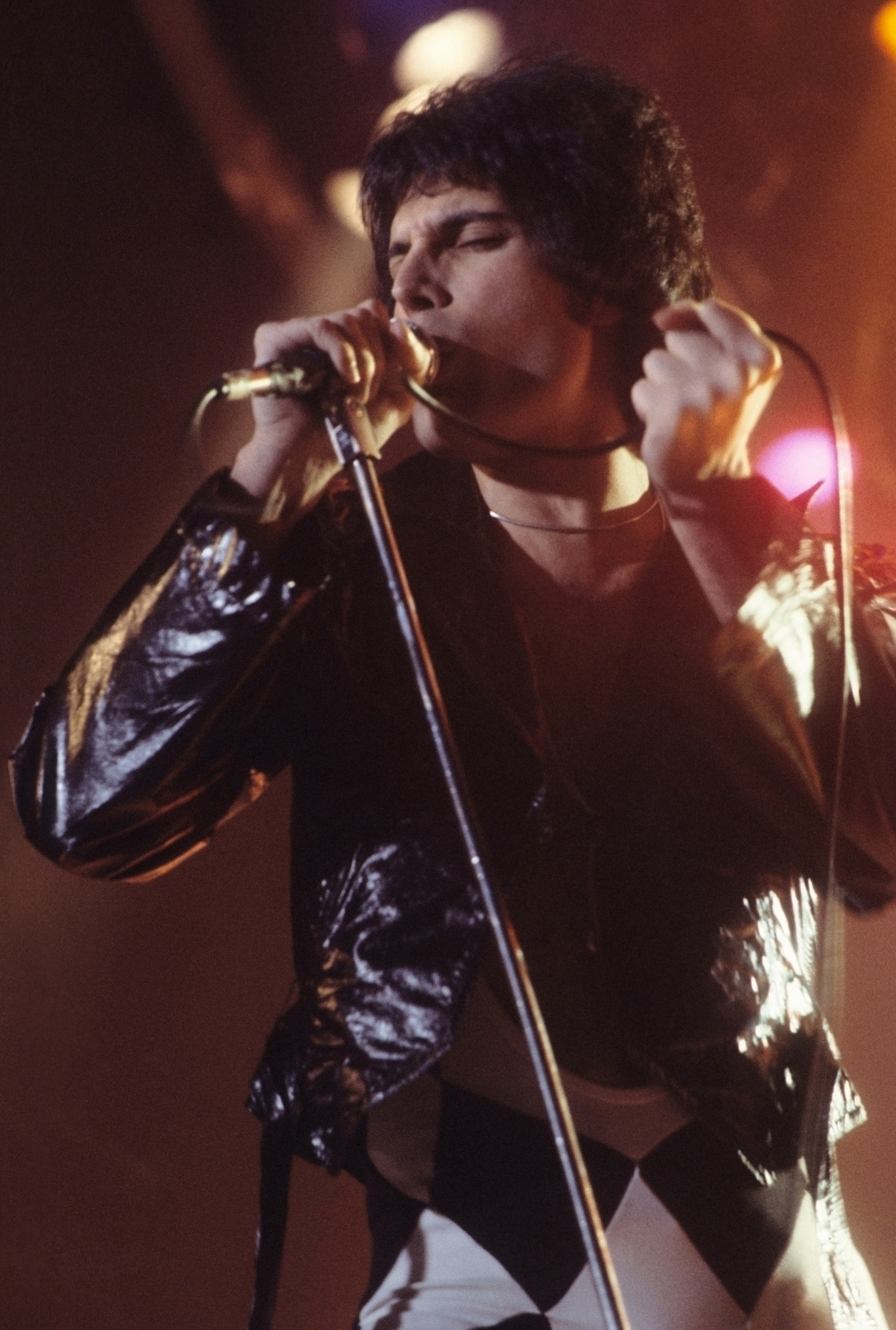
Freddie Mercury negli anni settanta

I Queen lavorarono in studio con il produttore Roy Thomas Baker e l'ingegnere del suono Mike Stone. Si trattò dell'ultima volta nella quale avrebbero lavorato con Baker fino a Jazz nel 1978. Gary Langan, all'epoca diciannovenne e che aveva già lavorato nelle sessioni di Sheer Heart Attack, venne promosso sul campo al ruolo di assistente tecnico del suono.
L'album venne inciso in sette studi di registrazione differenti in un periodo complessivo di quattro mesi; per contrasto, Sheer Heart Attack era stato registrato in soli quattro studi diversi. Il gruppo ebbe a disposizione un periodo di tre settimane per comporre e provare i nuovi brani in una casa affittata nell'Herefordshire prima di iniziare le sessioni di registrazione vere e proprie. Dall'agosto al settembre 1975, il gruppo lavorò presso gli studi Rockfield nel Monmouthshire. Per il resto delle sessioni di registrazione, che durarono fino a novembre, la band incise agli studi Lansdowne, Sarm Studios, Roundhouse, Scorpio Sound e Olympic Sound Studios. L'unica traccia incisa ai Trident Studios fu God Save the Queen, che era stata registrata il 27 ottobre dell'anno precedente, poco tempo prima che la band partisse per lo Sheer Heart Attack Tour.
Il gruppo decise di ricorrere alla registrazione su multitraccia per le complesse armonie vocali presenti in molti brani del disco. A differenza dei loro primi album, incisi con banchi mixer a 16 piste, A Night at the Opera fu registrato con apparecchiature a 24 piste. Le armonie vocali sono particolarmente notevoli nella traccia Bohemian Rhapsody, che include un'elaborata sezione operistica non riproducibile dal vivo. In maniera simile, The Prophet's Song contiene una sezione mediana a cappella che ricorre all'effetto delay sulla voce di Mercury.
Il gruppo impiegò nel disco una grande varietà di strumenti. Mercury suonò il pianoforte a coda nella maggior parte delle tracce, mentre Taylor oltre alla batteria, i timpani e il gong in Bohemian Rhapsody. Il bassista John Deacon suonò il contrabbasso nella canzone '39 e il pianoforte elettrico Wurlitzer in You're My Best Friend. Nelle note dell'album, Brian May è accreditato per i "fondali orchestrali" — a causa del fatto che si occupò di suonare un notevole numero di strumenti non abituali nelle canzoni dei Queen. Per esempio suonò la chitarra acustica in Love of My Life e '39; anche l'arpa in Love of My Life, e un Koto giocattolo in The Prophet's Song. Il brano Good Company include inoltre la particolare interpretazione da parte di May del sound di un'orchestra jazz Dixieland, impiegando la sua chitarra Red Special.

## Copertina
La copertina dell'album venne ideata e disegnata da Freddie Mercury ispirandosi direttamente allo Stemma reale del Regno Unito, e ha al centro il logo del gruppo su sfondo bianco, composto da una lettera Q attorno alla quale ci sono due vergini (segno zodiacale di Freddie Mercury), due leoni (segno zodiacale di Roger Taylor e John Deacon), sormontata da un granchio (Brian May è del segno del cancro). L'album seguente, A Day at the Races, mostrò una grafica simile ma questa volta su sfondo nero.

## Stile
L'album è stato accostato a generi musicali quali rock progressivo, pop, heavy metal e hard rock. Include inoltre svariate influenze stilistiche riconducibili a folk, skiffle, estetica camp e music hall, jazz e opera. Ciascun membro della band scrisse almeno una canzone: cinque furono composte da Mercury, quattro da May, mentre Taylor e Deacon contribuirono con un brano ciascuno. La traccia conclusiva è una reinterpretazione strumentale in chiave rock di God Save the Queen, l'inno nazionale britannico, per la quale Brian May è accreditato come arrangiatore. Nei loro primi due album, la sonorità dei Queen si incentrava su generi contemporanei quali rock progressivo e hard rock, cosa che li fece paragonare dalla critica a un "misto tra Led Zeppelin e Yes". Tuttavia, a partire da Sheer Heart Attack, i Queen cominciarono a trarre ispirazione dalle proprie vite di tutti i giorni, approcciandosi a generi musicali maggiormente mainstream, una tendenza proseguita con A Night at the Opera.

## Brani

### Death on Two Legs (Dedicated to...)
Il brano d'apertura Death on Two Legs può essere descritto come una lettera d'odio da parte di Freddie Mercury al primo manager dei Queen, Norman Sheffield, che per alcuni anni fu ritenuto colpevole di aver raggirato la band e di aver abusato del suo ruolo dal 1972 al 1975. Sheffield ha sempre negato ogni addebito nella sua autobiografia del 2013 appropriatamente intitolata Life on Two Legs: Set The Record Straight, e incluse nel libro copia del contratto originale di management firmato dai Queen nel 1972 a sua discolpa. Sebbene la canzone non faccia mai riferimento diretto a lui, dopo aver ascoltato un playback del pezzo ai Trident Studios all'epoca dell'uscita dell'album, Sheffield restò sbalordito dalla sequela di insulti presenti nella canzone ("succhiasangue, magnate, pidocchioso, spillasoldi, vecchio somaro, pallone gonfiato, morte su due gambe"), e intentò una causa legale per diffamazione alla band e alla casa discografica, che si risolse in un accordo extragiudiziale, ma confermò ulteriormente la sua connessione con la canzone. Durante le esecuzioni dal vivo, Mercury introduceva spesso il brano dedicandolo a "un vero gentleman figlio di puttana che conoscevo un tempo", sebbene questa frase fu censurata con un "beep" nella versione del pezzo inclusa nell'album dal vivo Live Killers del 1979.

### Lazing on a Sunday Afternoon
Lazing on a Sunday Afternoon è un'altra composizione di Mercury che parla di un dandy che se ne va in giro per tutto il mondo tutta la settimana e che trova sollievo dagli affanni la domenica pomeriggio, attraverso un impianto musicale molto semplice e swing. Freddie suona il piano nella traccia e canta tutte le parti vocali. La voce solista venne incisa in studio e poi filtrata affinché sembri uscire dal cono di un grammofono per dare alla traccia un'atmosfera vintage. Mercury parlò confusamente della canzone nel corso di un'intervista concessa a Record Mirror nel 1976: «Questo è il modo in cui l'umore del momento mi porta ad essere. Sai [...] questo è solo un aspetto di me, e posso davvero cambiare. Tutto in Sunday Afternoon è qualcosa che... sono davvero, sono davvero un po', davvero... beh, mi piace il lato vaudeville delle cose. È una specie di test... Adoro scrivere cose del genere e sono sicuro che ne farò altre... È una vera sfida». Sebbene in A Night at the Opera la traccia sia solamente un breve interludio, il pezzo indicò la direzione dello stile più istrionico e teatrale che i Queen avrebbero abbracciato nel corso degli anni settanta.

### I'm in Love with My Car
I'm in Love with My Car è uno dei brani più famosi dei Queen tra quelli composti da Roger Taylor. Inizialmente la canzone non venne presa in considerazione seriamente da Brian May, che pensava fosse uno scherzo di Taylor, grande appassionato di automobili, quando questi gli fece ascoltare il nastro demo del pezzo. Era Taylor a suonare le chitarre nel demo originale, ma le varie parti furono in seguito ri-registrate da May sulla sua Red Special per la versione finale. La voce solista è di Taylor, che si occupava di cantare il pezzo anche dal vivo. Il testo della canzone si ispira a uno dei roadie della band, tale Johnathan Harris, che sembrava proprio "innamorato" della sua Triumph TR4. Nelle note interne dell'album la canzone è a lui dedicata con le parole: "Dedicated to Johnathan Harris, boy racer to the end". Quando venne il momento di scegliere il primo singolo estratto dal nuovo album, Taylor era così convinto della sua canzone che costrinse letteralmente gli altri membri della band a includerla come lato B di Bohemian Rhapsody, contro il parere di Mercury. Questa decisione avrebbe in seguito creato alcune frizioni all'interno del gruppo, perché in virtù del suo status di B-side del singolo di maggior successo della band, la canzone fece guadagnare al batterista una quota uguale in diritti d'autore a quella di Freddie, autore del lato A Bohemian Rhapsody.

### You're My Best Friend
You're My Best Friend fu il primo singolo dei Queen scritto da John Deacon. Il bassista compose il pezzo mentre stava imparando a suonare il pianoforte. Nella traccia in questione Deacon suona un piano elettrico Wurlitzer e successivamente sovraincise il basso. La canzone fu scritta per la moglie, Veronica Tetzlaff. Pubblicata come secondo singolo, fu un successo da top 10 in Gran Bretagna.

### '39
'39 fu il tentativo da parte di May di comporre un pezzo in stile "sci-fi skiffle". La canzone parla di un gruppo di esploratori spaziali che partono per un viaggio della durata di un anno. Al loro ritorno, tuttavia, si rendono conto che invece sono trascorsi un centinaio d'anni dalla loro partenza, a causa dell'effetto della dilatazione temporale ipotizzata nella teoria della relatività di Einstein, e tutti i loro cari sono ormai morti. May canta la canzone nell'album, con cori di sottofondo da parte di Mercury e Taylor. Durante i concerti, era invece Mercury la voce solista. Brian May chiese per scherzo a Deacon di suonare nel brano il contrabbasso ma un paio di giorni dopo egli si presentò veramente in studio con tale strumento, che nel frattempo aveva imparato a suonare. Dato che i Queen avevano intitolato gli album A Night at the Opera e A Day at the Races in riferimento e omaggio agli omonimi film dei Fratelli Marx, Groucho Marx li invitò nella sua residenza di Los Angeles nel marzo 1977 (cinque mesi prima di morire). La band lo ringraziò, ed esegui per lui '39 a cappella.

### Sweet Lady
Sweet Lady è una canzone scritta da Brian May. Si tratta sostanzialmente di un pezzo rock veloce con molta distorsione composto nell'inusuale tempo in 3/4. Roger Taylor disse una volta che proprio a causa della sua metrica atipica, Sweet Lady era per lui la canzone più difficile da suonare dal vivo durante i concerti.

### Seaside Rendezvous
Scritta da Freddie Mercury nella sua vena più vaudeville/music hall, Seaside Rendezvous è nota soprattutto per la sezione mediana in stile "jazz band" eseguita vocalmente da Mercury e Roger Taylor. Mercury imita con la voce vari strumenti a fiato in legno, incluso un clarinetto. Taylor si occupa invece principalmente di imitare gli ottoni come tuba e tromba, e persino un kazoo. Nella traccia Mercury suona sia il pianoforte a coda sia il piano honky-tonk. È l'ideale proseguimento delle atmosfere ottocentesche londinesi di Lazing on a Sunday Afternoon, questa volta trasportate nella Francia della belle-epoque. Si tratta di una delle poche canzoni dei Queen a non aver ricevuto nessun contributo da parte di Brian May.

### The Prophet's Song
The Prophet's Song venne composta da Brian May (il titolo provvisorio del pezzo era People of the Earth) come una mini-suite. Nel mezzo del brano è presente una complessa parte vocale cantata da Freddie Mercury, in cui la sua voce viene sovraincisa quattro volte in modo non sincronico. Nel programma In the Studio with Redbeard, May raccontò che l'idea per la canzone gli era venuta da un sogno apocalittico sul diluvio universale che aveva fatto mentre era ricoverato in ospedale durante le sessioni di registrazione dell'album Sheer Heart Attack, e che proprio il sogno fu la fonte di parte del testo. Il chitarrista trascorse svariati giorni in studio per mettere su nastro il pezzo, organizzandolo in maniera costruttiva. Ne risultò una composizione pesante e cupa in stile rock progressivo. Con i suoi oltre otto minuti di durata, è la più lunga canzone in studio dei Queen (non tenendo conto della traccia strumentale Untitled presente in Made in Heaven).

### Love of My Life
Love of My Life è una dolce ballata pianistica composta da Freddie Mercury per il suo amore di gioventù Mary Austin. May vi suona l'arpa, una chitarra acustica Gibson Hummingbird (che aveva acquistato in Giappone) e la sua Red Special. Lo stesso chitarrista creò anche un arrangiamento del pezzo per chitarra acustica a 12 corde per le esecuzioni dal vivo. Love of My Life era uno dei brani talmente favoriti dal pubblico nei concerti che spesso Mercury smetteva di cantare lasciando che fossero gli spettatori a intonare la canzone. Particolarmente apprezzata in Sud America, Love of My Life fu lì pubblicata come singolo.

### Good Company
Good Company venne composta e cantata da Brian May, che inoltre suona nella traccia un ukulele originariamente appartenuto a George Formby. L'incisione è notevole per l'elaborata ricostruzione del suono di una orchestrina jazz in stile Dixieland, prodotta per mezzo della chitarra Red Special di May e del Deacy Amp. May compose il pezzo su un banjo ukulele, ma nella registrazione su disco suona invece un normale ukulele. Mercury non fu coinvolto in nessun aspetto della canzone, rendendola una delle poche composizioni dei Queen senza la sua partecipazione.

### Bohemian Rhapsody
Bohemian Rhapsody è una composizione di Freddie Mercury, con l'assolo di chitarra scritto da Brian May. Tutte le parti di piano, basso e batteria, come anche l'arrangiamento vocale, furono ideate da Mercury. Gli altri membri del gruppo registrarono le rispettive parti strumentali senza sapere come sarebbero state utilizzate nel mix finale del brano. La celebre sezione operistica inizialmente doveva essere solo un breve interludio atto a collegare la parte lenta con quella hard rock della canzone.
Nell'interludio viene nominata una variegata schiera di "oscuri personaggi classici": Scaramouche, una maschera della commedia dell'arte; l'astronomo Galileo Galilei; Figaro, il protagonista de Il barbiere di Siviglia e delle Nozze di Figaro; Belzebù, identificato nel Nuovo Testamento con Satana, principe dei demoni, ma nella tradizione araba anche "Signore delle mosche". Inoltre, in arabo la parola Bismillah, citata anch'essa nella canzone, proviene da una citazione del Corano: «Bismi-llahi r-rahmani r-rahiim», che significa "in nome di Dio, il più gentile, il più misericordioso".
Durante il complesso processo di registrazione, durato tre settimane, il brano veniva colloquialmente definito Fred's Thing ("la cosa di Fred") dai membri della band, e il titolo vero e proprio emerse solo verso la fine delle sessioni.
Nonostante fosse due volte più lunga di un singolo standard dell'epoca e ricevette recensioni inizialmente contrastanti, la canzone divenne immensamente popolare, raggiungendo la vetta delle classifiche in varie nazioni (in Gran Bretagna rimase al numero 1 per nove settimane) ed è generalmente considerata una delle più significative canzoni della storia del rock.

### God Save the Queen
Nell'ottobre 1974 May incise una reinterpretazione di God Save the Queen, l'inno nazionale britannico, prima dell'inizio dello Sheer Heart Attack Tour. Egli suonò una linea guida al pianoforte che fu poi eliminata per aggiungere vari strati di chitarre. Una volta ultimata, la traccia venne suonata come finale in praticamente ogni concerto dei Queen. Quando nel 2002 eseguì la sua versione di God Save the Queen sul tetto di Buckingham Palace in occasione del Giubileo della Regina, Brian May dichiarò di intendere l'esibizione come una sorta di omaggio alla versione di The Star-Spangled Banner suonata da Jimi Hendrix al Festival di Woodstock.

## Pubblicazione
A Night at the Opera venne pubblicato il 21 novembre 1975 nel Regno Unito dalla EMI e il 2 dicembre dalla Elektra Records negli Stati Uniti. Il titolo dell'album è una citazione dell'omonimo film dei Fratelli Marx, che la band aveva visto in televisione durante le sessioni. Successivamente, i membri del gruppo diventarono anche amici di Groucho Marx, tanto che Groucho inviò loro un telegramma per congratularsi del successo riscosso dall'album A Day at the Races nel 1976, e l'anno successivo li invitò a casa sua a Los Angeles.
Per presentare alla stampa musicale l'uscita del disco venne indetta una conferenza stampa presso i Roundhouse Studios di Londra. Quando venne fatta ascoltare la versione dell'inno nazionale britannico posta a conclusione dell'album, Freddie Mercury volle che tutti si alzassero in piedi.
Bohemian Rhapsody fu pubblicata come primo singolo estratto dall'album il 31 ottobre 1975, con la più convenzionale I'm in Love with My Car di Roger Taylor sul lato B. Inizialmente il management si era rifiutato di pubblicare la canzone ritenuta troppo lunga e stramba; tuttavia, il disc jockey Kenny Everett lo suonò così tanto nel suo programma radiofonico (14 volte in due giorni), da indurre il pubblico a richiedere il pezzo sempre più insistentemente, e l'etichetta discografica fu costretta a distribuire il 45 giri. Il singolo raggiunse la vetta delle classifiche britanniche per nove settimane rivelandosi un successo clamoroso, e la posizione numero 9 negli Stati Uniti. Le recensioni della canzone da parte della critica furono molto contrastanti, per taluni era straordinaria per altri, semplicemente disgustosa. Il secondo singolo, You're My Best Friend di John Deacon, fu pubblicato il 18 maggio 1976. Raggiunse la sedicesima posizione negli USA e la settima in Gran Bretagna.

### Ristampe
Negli Stati Uniti l'album fu ristampato dalla Hollywood Records il 3 settembre 1991 con l'aggiunta di due tracce bonus remixate, come parte della ristampa in compact disc di tutta la discografia dei Queen.
L'album è uno dei pochi titoli pubblicati nel raro standard DVD-Audio (2002), con tracce in formato 96 kHz/24bit che garantiscono una resa sonora di gran lunga superiore a quella di qualsiasi CD.
Il 21 novembre 2005 dopo 30 anni dalla pubblicazione è uscito 30th Anniversary Collectors Edition, una riedizione dell'album contenente, oltre al CD completamente rimasterizzato, anche un DVD con le tracce audio in formato DTS 5.1 e videoclip, spezzoni di concerti e il commento audio dei membri del gruppo.
Nel 2011 l'album è stato rimasterizzato in digitale dalla Island/Universal ed è stato distribuito in due formati: standard edition, contenente l'album originale; e deluxe edition 2 CD, contenente l'album originale e un EP bonus.

## Tracce
Lato A
1. Death on Two Legs (Dedicated to...) – 3:43 (Mercury)
2. Lazing on a Sunday Afternoon – 1:07 (Mercury)
3. I'm in Love with My Car – 3:05 (Taylor)
4. You're My Best Friend – 2:52 (Deacon)
5. '39 – 3:31 (May)
6. Sweet Lady – 4:04 (May)
7. Seaside Rendezvous – 2:16 (Mercury)

Lato B
1. The Prophet's Song – 8:21 (May)
2. Love of My Life – 3:39 (Mercury)
3. Good Company – 3:23 (May)
4. Bohemian Rhapsody – 5:55 (Mercury)
5. God Save the Queen – 1:15 (tradizionale, adattamento musicale di May)

### Tracce bonus nella riedizione CD del 1991 della Hollywood Records
1. I'm In Love With My Car (1991 Bonus remix by Mike Shipley) – 3:28 (Taylor)
2. You're My Best Friend (1991 Bonus remix by Matt Wallace) – 2:52 (Deacon)

### EP bonus nella riedizione CD del 2011 della Island/Universal Records
1. Keep Yourself Alive (Long-Lost Retake, June 1975) – 4:04 (May)
2. Bohemian Rhapsody (Operatic Section A-cappella Mix) – 1:03 (Mercury)
3. You're My Best Friend (Backing Track Mix 2011) – 2:57 (Deacon)
4. I'm in Love With My Car (Guitar & Vocal Mix 2011) – 3:18 (Taylor)
5. '39 (Live at Earl's Court, June 1977) – 3:46 (May)
6. Love of My Life (South American Live Single, June 1979) – 3:43 (Mercury)

### DVD bonus nella30th Anniversary Collectors Editiondel 2005
1. Death on Two Legs (Live)
2. Lazing on a Sunday Afternoon (Foto Gallery)
3. I'm in Love With My Car (Live)
4. You're My Best Friend (Music Video)
5. '39 (Brian May Live 2005)
6. Sweet Lady (Live)
7. Seaside Rendezvous (Music Video)
8. The Prophet's Song (Live)
9. Love of My Life (Live)
10. Good Company (Music Video)
11. Bohemian Rhapsody (Music Video)
12. God Save the Queen (Live)

## Formazione
Gruppo
- Freddie Mercury - voce, pianoforte, cori
- Brian May - chitarra, arpa, ukulele, koto, cori; voce in 39 e Good Company, chitarra acustica in Love of My Life e The Prophet's Song, chitarra a 12 corde in '39
- John Deacon - basso, contrabbasso, pianoforte elettrico
- Roger Taylor - batteria, percussioni, cori; voce e chitarra ritmica in I'm In Love With My Car, grancassa e tamburello in '39, gong in Bohemian Rhapsody

Produzione
- Roy Thomas Baker - produzione discografica
- Mike Stone - ingegnere del suono
- Gary Lyons - tecnico del suono
- John Harris - supervisione equipaggiamento audio
- David Costa - direzione artistica
- John Reid - management

## Classifiche

### Classifiche settimanali
| Classifica (1975/76) | Posizione massima |
| -------------------- | ----------------- |
| Australia            | 1                 |
| Austria              | 9                 |
| Canada               | 2                 |
| Finlandia            | 1                 |
| Francia              | 11                |
| Germania             | 5                 |
| Giappone             | 9                 |
| Norvegia             | 4                 |
| Nuova Zelanda        | 1                 |
| Paesi Bassi          | 1                 |
| Regno Unito          | 1                 |
| Stati Uniti          | 4                 |
| Svezia               | 10                |
| Svizzera             | 4                 |

### Classifiche di fine anno
| Classifica (1976) | Posizione |
| ----------------- | --------- |
| Australia         | 4         |
| Canada            | 15        |
| Germania          | 29        |
| Giappone          | 22        |
| Nuova Zelanda     | 3         |
| Paesi Bassi       | 5         |
| Regno Unito       | 12        |
| Stati Uniti       | 8         |

## Accoglienza
| Recensione                    | Giudizio           |
| ----------------------------- | ------------------ |
| AllMusic                      | [ 38 ]             |
| Chicago Tribune               | [ 86 ]             |
| Encyclopedia of Popular Music | [ 87 ]             |
| Ondarock                      | · (Pietra miliare) |
| Pitchfork                     |                    |
| PopMatters                    |                    |
| Q (1993)                      | [ 88 ]             |
| Q (2006)                      |                    |
| The Rolling Stone Album Guide | [ 89 ]             |
| Piero Scaruffi                | [ 90 ]             |
| Uncut                         |                    |
| The Village Voice             | B–                 |

A Night at the Opera non fu recensito dalla maggior parte delle riviste musicali britanniche quando uscì la prima volta perché la band lavorò all'album fino all'ultimo momento, e di conseguenza nessuna copia promozionale venne inviata per tempo alla stampa prima che il disco fosse ufficialmente pubblicato. In Record Mirror & Disc, Ray Fox-Cumming cercò di recensire l'album basandosi su un singolo ascolto in playback tenutosi alla conferenza stampa per la presentazione del disco, che egli ammise "non era abbastanza" per farsi una propria opinione critica. Tuttavia, egli descrisse le sue prime impressioni dell'opera indicando Death on Two Legs, The Prophet Song e Bohemian Rhapsody come i vertici del disco, mentre Sweet Lady fu indicata come la traccia peggiore. Concluse scrivendo "nel complesso, A Night at the Opera è più veloce, abbagliante e più complesso rispetto a Sheer Heart Attack, ma i Queen non si sono spinti troppo sopra le righe".
Kris Nicholson di Rolling Stone scrisse: "Anche se condividono l'inclinazione dei gruppi heavy metal a "manipolare le dinamiche", i Queen sono un gruppo d'élite nel genere e si distinguono incorporando effetti improbabili: piano acustico, arpa, voce a cappella, nessun sintetizzatore. Il tutto accoppiato a buone canzoni". Robert Christgau, scrisse sul Village Voice che "il disco raggiunge un tono parodistico abbastanza spesso da suggerire qualcosa di più di quello che si ascolta". Il Winnipeg Free Press scrisse: "Il potenziale del gruppo è praticamente senza limiti, indicando che i Queen sono destinati alla fine a prendere posto tra le poche vere band rock rimaste al giorno d'oggi".
In una recensione retrospettiva sul sito AllMusic, Stephen Thomas Erlewine definì l'album "un capolavoro hard rock ridicolmente imbarazzante e auto-indulgente" e "prog rock con del senso dell'umorismo".
In 1992, la rivista Mojo chiamò l'album "una stravaganza imperiale, una cornucopia", e definì i Queen "un gruppo di individui altamente competitivi riuniti insieme dall'amicizia e dal divertimento". Nel 2004, Jason Warburg del Daily Vault descrisse A Night at the Opera come il disco che catapultò i Queen dallo status di gruppo di successo in patria a quello di superstar a livello mondiale".
Giovanni Agnes sul sito internet Ondarock.it definisce A Night at the Opera: "L'esempio più riuscito della vena "pastiche" dei Queen, che seppero coniugare in questo disco la massima creatività compositiva con la massima ascoltabilità"; aggiungendo poi: "I Queen mescolarono alcuni fra i generi musicali più "popolari" di ogni tempo per creare un sound inconfondibile. L'opera e l'operetta, il vaudeville, il music-hall, il musical di Broadway, l'hard-rock di Who e Led Zeppelin, la vena glam di Marc Bolan e David Bowie confluiscono in A Night at the Opera e si fondono magicamente l'uno con l'altro senza soluzione di continuità".

### Riconoscimenti
| Fonte                                    | Paese       | Riconoscimento                              | Anno | Posizione |
| ---------------------------------------- | ----------- | ------------------------------------------- | ---- | --------- |
| 1001 Albums You Must Hear Before You Die | Stati Uniti | 1001 Albums You Must Hear Before You Die    | 2005 | *         |
| Rock: 1000 dischi fondamentali           | Italia      | 1000 dischi fondamentali                    | 2012 | *         |
| ABC                                      | Australia   | Poll: Top 100 Album                         | 2007 | 28        |
| BBC                                      | Regno Unito | Poll: Top 100 Albums                        | 2006 | 9         |
| Channel 4                                | Regno Unito | Poll: Greatest 100 Albums                   | 2005 | 6         |
| Classic Rock                             | Regno Unito | The 100 Greatest Rock Albums Ever           | 2001 | 25        |
| Kerrang!                                 | Regno Unito | Poll: The 100 Best British Rock Albums Ever | 2005 | 17        |
| NME                                      | Regno Unito | Poll: Greatest 100 Albums of All Time       | 2006 | 19        |
| Ezio Guaitamacchi                        | Italia      | 100 dischi ideali per capire il rock        | 2000 | *         |
| Q                                        | Regno Unito | The 50 Best British Albums Ever             | 2004 | 17        |
| Rolling Stone                            | Messico     | Poll: The 100 Greatest Albums of All Time   | 2004 | 11        |
| Il Mucchio Selvaggio                     | Italia      | Rock: I 500 dischi fondamentali             | 2002 | *         |
| Rolling Stone                            | Stati Uniti | The 500 Greatest Albums of All Time         | 2020 | 128       |
| Virgin                                   | Stati Uniti | Poll: All Time Top 1000 Albums              | 1998 | 87        |

(*) indica l'inclusione senza una posizione specifica